# Clio recurva
Clio recurva är en snäckart som först beskrevs av John George Children 1823.  Clio recurva ingår i släktet Clio och familjen Cavoliniidae. Inga underarter finns listade i Catalogue of Life.